# Kakost maličký

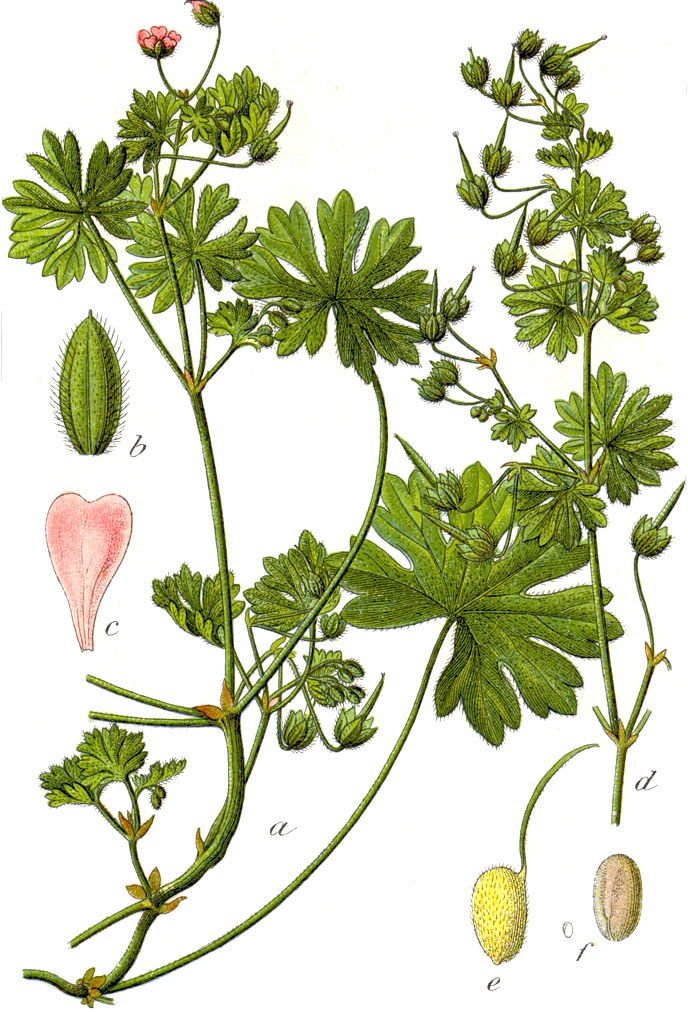
Nákres kakostu maličkého

Kakost maličký (Geranium pusillum) je útlá, nízká bylina s drobnými, světle fialovými květy. V české přírodě není původní druh, ale archeofyt. Připutovala před více než pěti sty léty, postupně zdomácněla a v současnosti patří mezi nejčastěji se vyskytující druhy rodu kakost.

## Rozšíření
Roste téměř v celé Evropě, Jihozápadní a Střední Asii, na Kavkaze, severu indického subkontinentu i severovýchodě Afriky. Zavlečen byl do Severní i Jižní Ameriky i Austrálie, kde si získal pověst plevelné rostliny. V Česku se vyskytuje hojně v nižších a středních polohách, chybí však v oblastech nad 700 m nadmořské výšky.

## Ekologie
Vyhledává světlá i polostinná místa na vlhkých i suchých, slabě kyselých nebo zásaditých a na živiny bohatých půdách. Roste na polích, pastvinách, v zahradách, parcích, na opuštěných místech, rumištích, okolo cest i přímo na sídlištích. Hojný je v zemědělské krajině a osídlených aglomeracích.
Semeno klíčící na podzim vytvoří semenáč ve formě listové růžice, ta přezimuje a na jaře z nich vyroste lodyha s květy. Semeno, jenž vyklíčí až na jaře vykvete téhož roku. Ploidie druhu je 2n = 26.

## Popis
Jednoletá nebo dvouletá rostlina, s 10 až 30 cm dlouhou lodyhou, vyrůstající z tenkého, kůlovitého kořene. Hustě chlupatá, poléhavá nebo vystoupavá, na průřezu oblá lodyha je od báze bohatě větvená. Přízemní listy v růžici i spodní lodyžní mají řapíky dlouhé až 10 cm, výše na lodyze postavené listy jsou protistojné nebo zdánlivě střídavé a jejich řapíky se směrem vzhůru zkracují. Okrouhlé čepele listů jsou 2 až 4 cm velké, hluboce dlanitě pěti až sedmidílné a jejich jednotlivé klínovité, tupě zubaté úkrojky jsou mělce rozeklány ve tři části. Lodyha i všechny listy jsou porostlé krátkými chlupy, malé palisty jsou kopinaté.
Květenství je krátký vidlan nesoucí dva nenápadné, pětičetné, světle fialové květy, ani ne 1 cm velké. Kališní lístky jsou vejčité, 4 mm velké, mají tři žilky a po okraji jsou blanité. Korunní lístky jsou obvejčité, na bázi zúžené do krátkého nehtu, na vrcholu vykrojené a bývají stejně dlouhé jako kališní. Tyčinky rostou ve dvou kruzích, ve vnějším kruhu jsou obvykle bez prašníků. Bylina kvete od května do září.
Poltivý plod je červeně hnědý, hladký a má 1 cm dlouhý zoban. Ve zralosti se rozdělí na pět pouzder, plůdků, obsahující po jednom hnědém, hladkém, matném, asi 1,6 mm dlouhém vejčitém semeni. Rostlina se rozmnožuje výhradně semeny, která se šíří větrem, vodou nebo zvířaty.

## Význam
Kakost maličký dříve patřil mezi méně významné plevele, postupem doby se, vzhledem ke skladbě pěstovaných plodin, stává stále známějším, zapleveluje zejména obilniny, okopaniny, ale i jiné plodiny. Jeho regulaci komplikuje poměrně vysoká tolerance vůči používaným herbicidům.

## Galerie

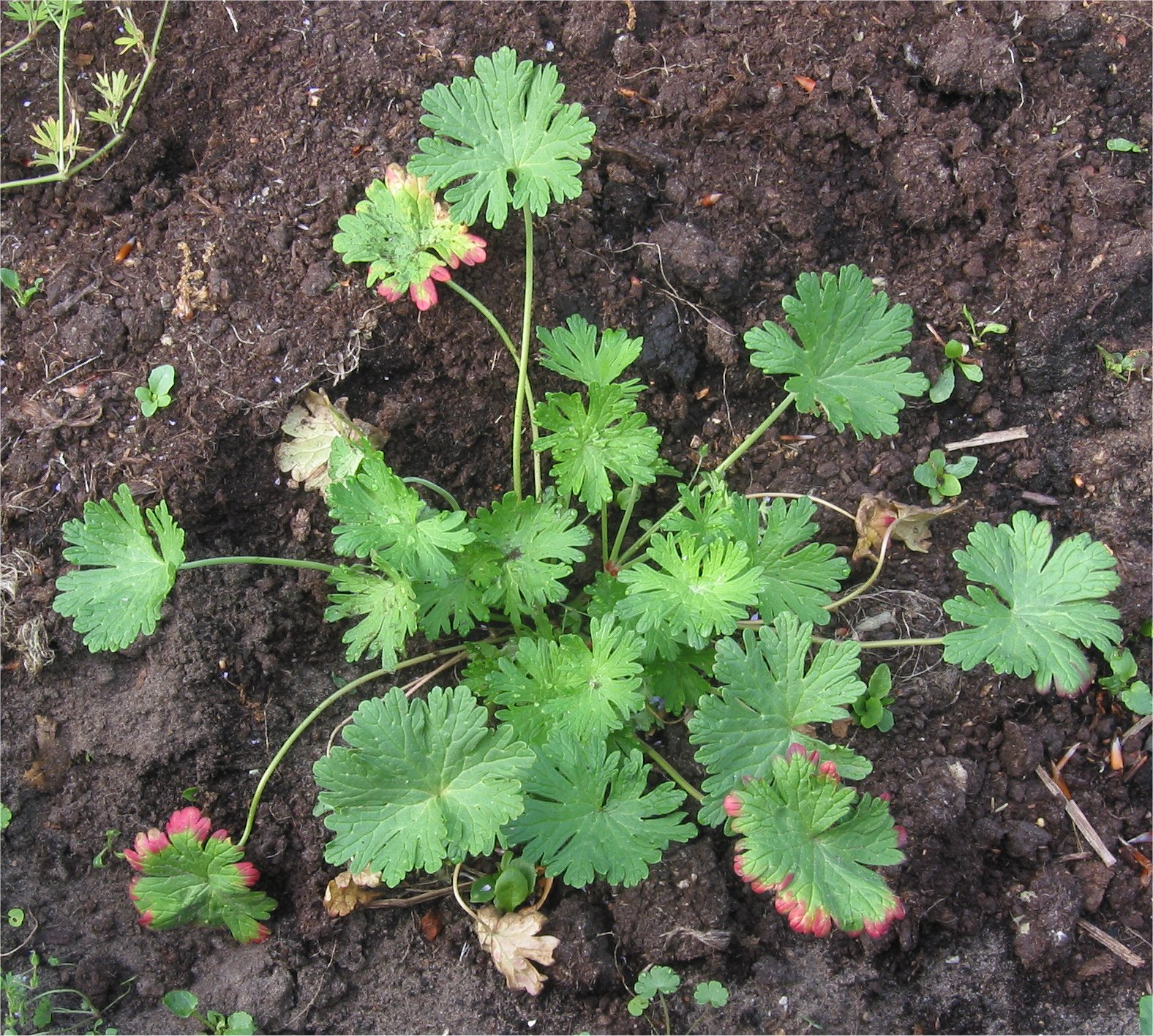
Listy
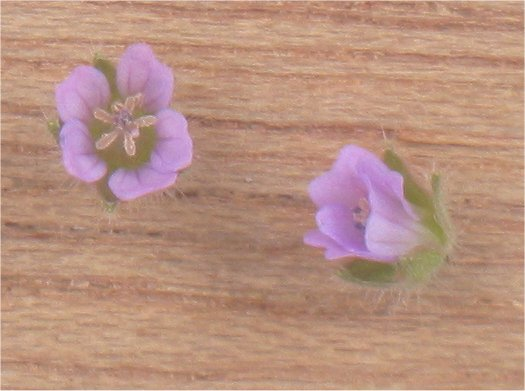
Květy
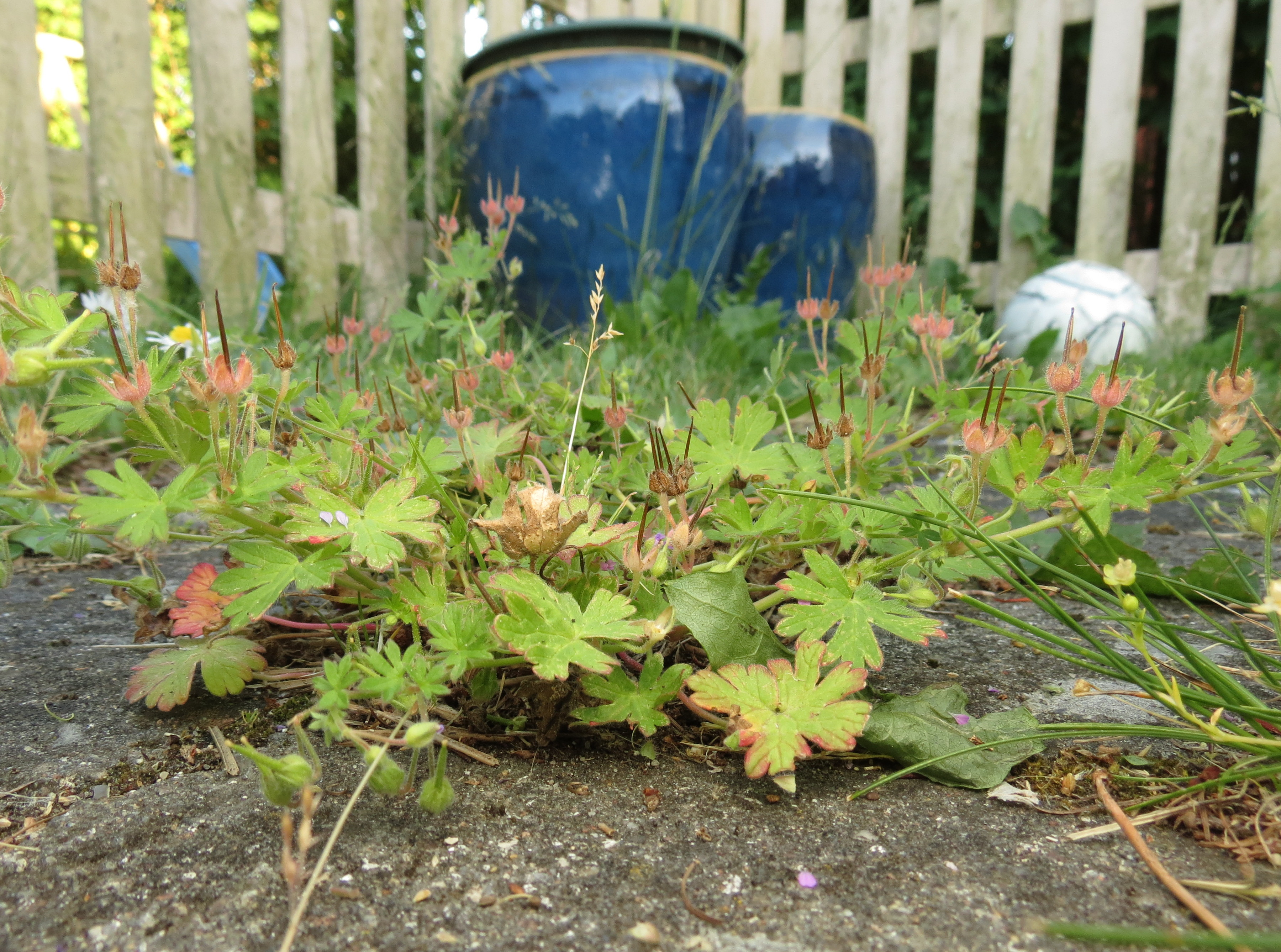
Zrající poltivé plody